# 種橋一章
種橋 一章（たねはし かずあき）は、安土桃山時代から江戸時代前期にかけての武将。丹羽氏の家臣。

## 略歴
種橋氏は元々斯波氏の被官だったが、丹羽氏の伸長に伴い家臣化した。姓は史料によっては「棚橋」と書かれることもあるが、子孫は種橋を称している。
丹羽長秀の家臣・種橋藤十郎成章の嫡男として尾張国にて誕生。
元亀元年（1570年）10月、父、成章が一向一揆との争いによって戦死したため家督を継承。丹羽長秀・長重の二代に渡って重臣として仕える。
慶長5年（1600年）の関ヶ原の戦いでは、西軍についたために戦後、不利な立場に追い込まれてしまった主家を救うため、外交に奔走。安土城築城に共に携わったことから丹羽家と縁が深かった徳川氏の家臣・西尾吉次を通じて和睦交渉を行った。
丹羽家改易後は、大谷元秀らと共に蟄居する主人に付き従う。やがて、丹羽家が再び大名として復帰すると、種橋氏も重臣として名を連ね、子孫は幕末まで続いている。